# Баркер, Грегори
Грегори Леонард Джордж Баркер, барон Баркер Бэттлский (англ. Gregory Leonard George Barker, Baron Barker of Battle, родился 8 марта 1966 года, Шорхэм-бай-Си, Западный Суссекс, Англия) — британский политик, член Консервативной партии, пожизненный пэр Соединенного королевства и Британской империи с 2015 года.

## Биография
Член Парламента Великобритании от округа Бэксхил и Баттл с 7 июня 2001 года по 2015 год. Парламентский организатор в 2003—2005 годах, теневой младший министр окружающей среды в 2005—2008 годах, теневой младший министр борьбы с изменением климата в 2008—2010 годах. С 2010 по 2014 года являлся младшим министром Департамента энергетики и борьбы с изменением климата.
12 октября 2015 года получил пожизненное пэрство с титулом барона Баркера Бэттлского и 10 ноября 2015 года представлен Палате лордов.
Тесно связан с российским бизнесом. В начале 2000-х гг. работал в Москве руководителем отдела по связям с инвесторами российской нефтяной компании «Сибнефть», связанной с Борисом Березовским и Романом Абрамовичем. Председатель совета директоров En+ Group, номинальным владельцем которой был Олег Дерипаска. В Вашингтоне нанял пиар-компанию Mercury Public Affairs, по данным «Нью-Йорк таймс», за 108 500 долларов в месяц для лоббирования интересов РУСАЛа и En+. Автор плана вывода из-под американских санкций РУСАЛа и En+ («План Баркера») путем снижения доли Дерипаски в En+ с 70 до 45 процентов, его исключения из советов директоров холдинга En+ и алюминиевого концерна UC Rusal, а также замещения в них представителей Дерипаски «абсолютным большинством» независимых директоров. Получил за эту свою работу вознаграждение в размере 5,2 млн долларов.
Гей, в 2006 году сделал каминг аут, расстался с женой и находился в союзе сначала со специалистом по винтажной моде Уильямом Бэнксом-Блейни, а потом с пиарщиком Джорджем Прассасом.